# Yves Grevet
Œuvres principales
- Méto
  - La Maison
  - L'Île
  - Le Monde
- U4 Koridwen
- Nox
- Seuls dans la ville entre 9h et 10h30

Yves Grevet, né en 1961 à Paris, est un auteur français contemporain de littérature jeunesse. Ancien instituteur, il écrit entre autres des dystopies dont les personnages sont des enfants.

## Biographie
Né en 1961 à Paris, Yves Grevet passe son enfance à Vitry-sur-Seine,il est scolarisé  dans l’école Henri-Vallon, avant de rejoindre le collège-lycée Romain-Rolland d’Ivry. Adolescent, il écrit déjà des sketchs et pièces de théâtre. Il fera ensuite des études d'instituteur à Melun et partira enseigner le français deux ans en Turquie à Ankara. De retour à Paris, il écrit son premier roman pour adulte et l’envoie à tous les éditeurs de la ville, sans réponse. 
Il est instituteur de 1986 à 2015 à Lognes, où il vit.

## Carrière d’écrivain
Méto marque son premier succès commercial, avec plus de 20 000 exemplaires vendus, un projet d'adaptation cinématographique et des traductions pour onze pays différents.
En 2016, il publie Florimond à la recherche du Oxford treasure dans la collection Tip Tongue : à visée pédagogique, le roman contient de plus en plus de texte en anglais au fur et à mesure de la lecture. Une version audio du roman est également proposée.
Avec son roman Placido, Yves Grevet s’adresse aux jeunes lecteurs dyslexiques en publiant dans la collection Colibri des éditions Belin.
Ma mamie en vrai, son premier album est un roman dessiné publié en septembre 2018.
En juin 2018 sort le premier tome de l’adaptation en bandes dessinées de sa trilogie Méto, aux éditions Glénat. Le texte est écrit par Lylian tandis que les dessins sont de Nesmo et colorisés par Christian Lerolle,.

## Œuvres

### Romans jeunesse
- Mon premier rôle (éditions Nathan, 2004)[9].
- Comme les cinq doigts du pied (illustré par Gwen Keraval, éditions Nathan, 2005)[9].
- C’était mon oncle ! (éditions Syros, 2006)[9].
- Jacquot et le grand-père indigne (éditions Syros, 2007)[9].
- Méto :
  - La Maison (éditions Syros, 2008)[10] ;
  - L’Île (éditions Syros, 12 mars 2009)[11] ;
  - Le Monde (éditions Syros, 4 mars 2010)[12] ;
  - Zone noire (éditions Syros, 6 octobre 2022).
- Seuls dans la ville entre 9 h et 10 h 30 (éditions Syros, 7 avril 2011)[13].
- L’école est finie (édition Syros, 5 janvier 2012)[14].
- Nox :
  - Ici-bas (éditions Syros, 4 octobre 2012)[15] ;
  - Ailleurs (édition Syros, 4 avril 2013)[3].
- H.E.N.R.I. (éditions Nathan, collection Premiers Romans, illustrés par Jess Pauwels) :
  - H.E.N.R.I. a les oreilles qui bougent (mai 2014)[16] ;
  - H.E.N.R.I. a onze doigts (mai 2014)[16] ;
  - H.E.N.R.I. respire sous l'eau (juin 2015)[17] ;
  - H.E.N.R.I. lit dans ma tête (juin 2015)[18] ;
  - H.E.N.R.I. endort les grands, Paris, Nathan, 9 juin 2016, 32 p. (ISBN 978-2-09-256163-8) ;
  - H.E.N.R.I. chante comme un chat, Paris, Nathan, 9 juin 2016, 30 p. (ISBN 978-2-09-256165-2).
- Le Voyage dans le temps de la famille Boyau (livre intégrant des jeux, éditions Syros, 15 mai 2014)[19].
- Des ados parfaits (éditions Syros, 21 août 2014)[20].
- Celle qui sentait venir l’orage (éditions Syros, 7 mai 2015)[21].
- U4 : Koridwen, Paris, Syros et Nathan, 27 août 2015, 300 p. (ISBN 978-2-7485-1658-6)[22],[23].
- Florimond à la recherche du Oxford Treasure, Paris, Syros, 14 janvier 2016, 70 p. (ISBN 978-2-7485-2071-2)[4].
- L’Accident, Paris, Syros, coll. « Mini Syros+ Soon », 8 septembre 2016, 114 p. (ISBN 978-2-7485-2188-7).
- Avec Florence Hinckel, Carole Trébor et Vincent Villeminot, U4 : Contagion, Paris, Syros, 3 novembre 2016, 70 p. (ISBN 978-2-7485-2071-2).
- Grupp, Paris, Syros, 31 août 2017, 521 p. (ISBN 978-2-7485-2405-5).
- Placido  (ill. Christophe Merlin), Paris, Belin éducation, coll. « Colibri », 19 septembre 2017, 56 p. (ISBN 978-2-410-00579-0).
- La Planète interdite, Syros, 7 juin 2018, 48 p. (ISBN 978-2-7485-2545-8, lire en ligne).
- Comment mon père est mort deux fois, Paris, Syros, 7 mars 2019, 352 p. (ISBN 978-2-7485-2624-0).

### Albums jeunesse
- Ma mamie en vrai  (ill. Yann Lebras), Paris, Mango Jeunesse, 14 septembre 2018, 55 p. (ISBN 978-2-7404-3336-2).
- J’ai trop peur  (ill. Claire de Gastold), Paris, Didier Jeunesse, 29 septembre 2021, 40 p. (ISBN 978-2-278-10009-5).

## Récompenses
Méto, La Maison a été récompensé quatorze fois, notamment en novembre 2008 par le prix Tam-Tam catégorie Je Bouquine.
Yves Grevet a également été récompensé cinq fois pour son ouvrage Seuls dans la ville entre 9 h et 10 h 30.